# Swamped
Swamped è il secondo singolo estratto da Comalies, terzo album in studio della Gothic metal band milanese Lacuna Coil.
Appare nella colonna sonora del film Resident Evil: Apocalypse e del videogioco Vampire: The Masquerade - Bloodlines.

## Tracce
1. Swamped (Radio edit)    3:44
2. Swamped (Acoustic)      3:39

## Classifiche
| Classifica (2004) | Posizione massima |
| ----------------- | ----------------- |
| Austria           | 22                |